# Upplands runinskrifter 1160
Runinskrift U 1160, även kallad Ändersta runsten, är en vikingatida runsten av granit i Ändersta, Simtuna socken och Enköpings kommun, den flyttades 1687 till Oxford och finns på Ashmolean Museum i Oxford.

## Stenen
Runstenen består av granit, och har ristningar på två sidor; framsidan och vänstra smalsidan. På framsidan föreställer ristningen främst en inskriftsbärande ormslinga. Smalsidans ristning föreställer ett djur omgivet av ormslingor. 

## Inskriften
Translitterering av runraden:
liþsmoþr + lit + akua + sten + ʀfti + iylburn + faþ
Normalisering till runsvenska:
Liðsmaðr let haggva stæin æftiʀ Igulbiorn(?), faður.
Översättning till nusvenska:
Lidsman lät hugga stenen till minne av Igulbjörn, (sin) fader.

## Historia
Stenen anses vara ristad av den uppländske ristaren Livsten, på grund av ornamentering, runformer och skiljetecken, som har stor likhet med dennes signerade runstenar. Under senare delen av 1600-talet skänktes stenen - tillsammans med runsten U 104 från Eds kyrka i Upplands Väsby kommun - till Ashmolean museum av Karl XI.  Förd till Oxford 1687. På smalsidan finns en bild av ett djur omflätat av slingor. Stille tolkar iylburn som "Hialmbiorn".

## Källhänvisningar
- Sveriges runinskrifter Simtuna härad.

1. ↑  Fornminnesregistret: 214:1
2. 1 2 3 4  Samnordisk runtextdatabas, U 1160, 2014
3. 1 2  Elias Wessén, Sven B.F. Jansson, red (1953-1958). Sveriges runinskrifter. Bd 9, Upplands runinskrifter, del 4. Stockholm: KVHAA. http://www.raa.se/runinskrifter/sri_uppland_b09_h03_text_1.pdf
4. ↑  Per Stille (1999). Runstenar och runristare i det vikingatida Fjädrundaland. En studie i attribuering. Runrön 13. Uppsala